# Boninena ogasawarae
Boninena ogasawarae é uma espécie de gastrópode  da família Bulimulidae.
É endémica de Japão.